# F-алгебра
У математиці, і особливо у теорії категорій, {\displaystyle F}-алгебра — це алгебраїчна структура, пов'язана з функтором {\displaystyle F}.

## Визначення
{\displaystyle F}-алгеброю ендофунктора
{\displaystyle F:{\mathcal {C}}\longrightarrow {\mathcal {C}}}
називається об'єкт {\displaystyle A} з {\displaystyle {\mathcal {C}}} разом з морфізмом у {\displaystyle {\mathcal {C}}}
{\displaystyle \alpha :FA\longrightarrow A}.
Таким чином, {\displaystyle F}-алгебра — це пара {\displaystyle (A,\alpha )}.
Гомоморфізмом з {\displaystyle F}-алгебри {\displaystyle (A,\alpha )} у {\displaystyle F}-алгебру {\displaystyle (B,\beta )} називається
морфізм у {\displaystyle {\mathcal {C}}}
{\displaystyle f:A\longrightarrow B},
для якого виконується
{\displaystyle f\circ \alpha =\beta \circ Ff}
Для будь-якого заданого ендофунктора {\displaystyle F} можна розглянути категорію, об'єктами якої є {\displaystyle F}-алгебри, а морфізмами — гомоморфізми між {\displaystyle F}-алгебрами.

## Приклади
Для прикладу, розглянемо ендофунктор {\displaystyle F:Set\to Set}, який відображає множину {\displaystyle X} у {\displaystyle 1+X}. Тут {\displaystyle Set} є категорією множин, {\displaystyle 1} є скінченим об'єктом категорії {\displaystyle Set} (будь-яка одноелементна множина), а {\displaystyle +} — операція кодобутку (диз'юнктне об'єднання). Тоді множина N натуральних чисел разом з функцією {\displaystyle [\mathrm {zero} ,\mathrm {succ} ]:1+\mathbb {N} \to \mathbb {N} }, яка є кодобутком функцій {\displaystyle \mathrm {zero} :1\to \mathbb {N} } (котра завжди повертає 0) та {\displaystyle \mathrm {succ} :\mathbb {N} \to \mathbb {N} } (котра відображає n у n+1), є {\displaystyle F}-алгеброй.